# Retaule de Sant Eloi dels argenters

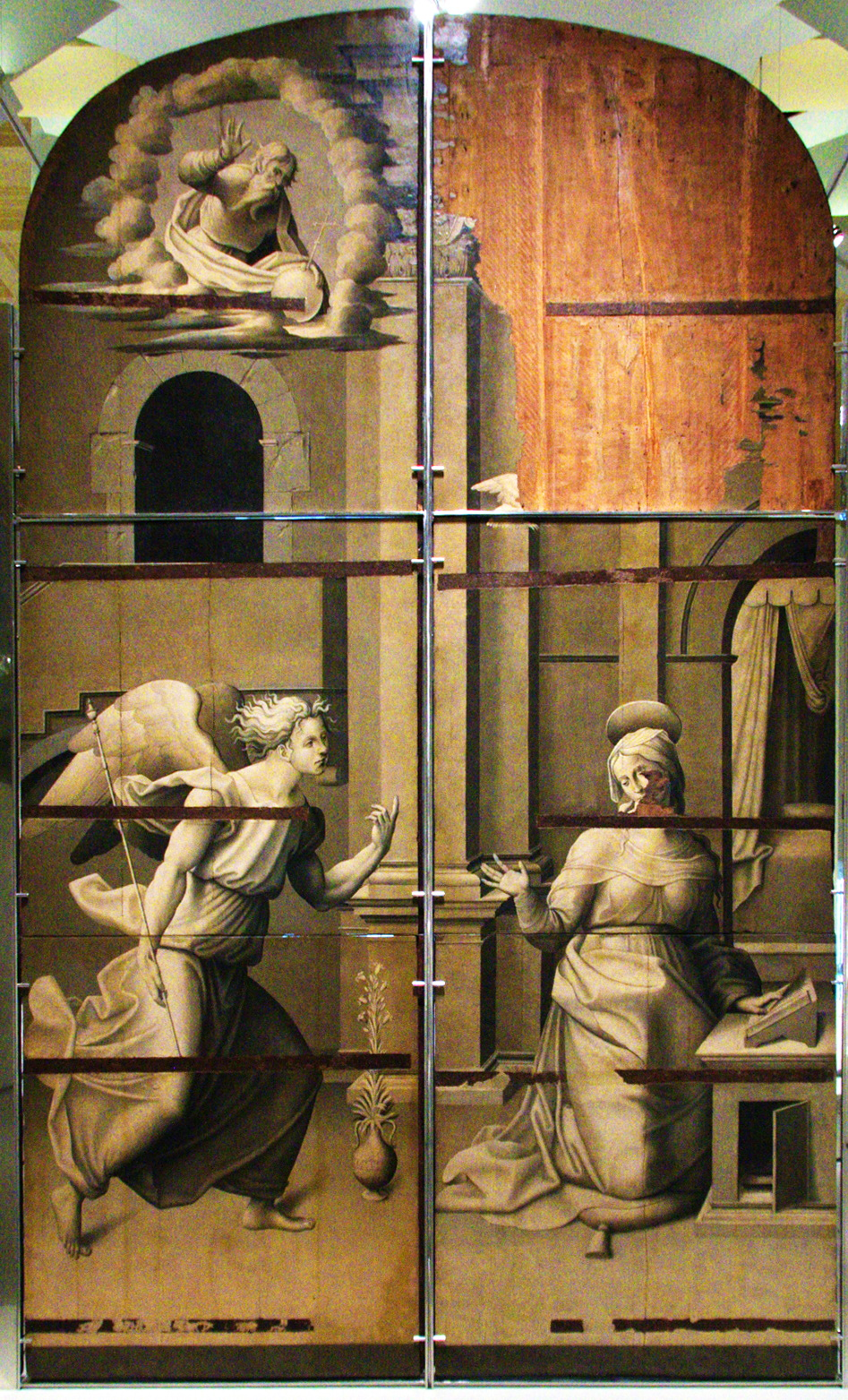
L'Anunciació en la versió tancada del retaule

El Retaule de Sant Eloi dels argenters, són dues grans taules de Pere Nunyes pintades entre 1526-1529 sobre la vida d'Eloi de Noyon. El retaule actualment forma part de la col·lecció permanent del Museu Nacional d'Art de Catalunya i eren les portes que tancaven el moble tallat de 1510 obra de Pere Torrent i l'escultor Joan Petit Monet.
El portuguès Pere Nunyes va protagonitzar un dels discursos pictòrics més atractius de la primera meitat del segle xvi a Catalunya. Les seves obres reflecteixen influències dels gravats d'Albrecht Dürer, així com el coneixement de les obres de Rafael i Miquel Àngel, ja sigui directament o filtrades a través d'estampes de Marcantonio Raimondi i Marco Dente. Nicole Dacos va apuntar, el 1993, la possibilitat que Pere Nunyes es formés a Itàlia i que intervingués a les decoracions murals del Vaticà, fet que podria explicar una bona part de la seva poètica.

## Història
La construcció del retaule de Sant Eloi va durar dinou anys, entre el 1510 i el 1529. El 1510 la Confraria de Sant Eloi dels Argenters de Barcelona encarregà a Pere Torrent la talla del retaule per a la seva capella, i el 1516 a l'escultor Joan Petit Monet, consoci de Bartolomé Ordoriez, l'execució de les imatges de Sant Eloi, Sant Joan Baptista i Sant Andreu pel preu de cinquanta-quatre ducats d'or. El 1521 el gremi contractà addicionalment a Diego Peris, escultor portuguès.

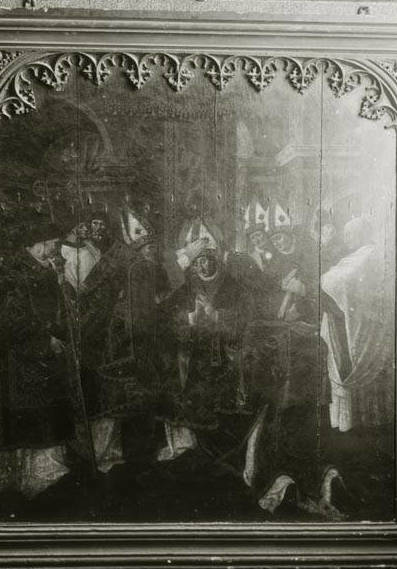
Detall del retaule de Sant Eloi dels Argenters (Entre 1888 i 1916)

Acabada l'obra de talla, el 3 de gener de 1526 la confraria d'argenters de Barcelona encarregà al pintor Pere Nunyes la pintura i el daurat del retaule de la seva capella, situada a l'església de la Mercè, pel preu de 330 ducats d'or, cobradors en terminis anyals. Les capitulacions especificaven que hauria de daurar i pintar tota l'obra de talla i les portes «... faent en aquelles les istóries o ymages que los dits (cònsols) voldran e diran (...) e hage de pinctar de part de fora de les dites portes la Salutació de Nostra Dona, de blanch e negre...».
El 1529 la fàbrica ja estava enllestida.
El 1749 l'obra fou traslladada a una altra capella del mateix temple, la de Santa Maria del Socors; el 1773 el retaule fou desmuntat i, finalment, substituït per un altre. Només es conservaren les pintures de les portes del retaule, la resta no se sap on va anar a parar.

## Descripció
Estan formades per sis taules en dos fulls, la cimera dels quals té forma arrodonida. Cadascuna de les taules va emmarcada, per la banda de dalt, amb una traceria calada de fulles i arcs trilobulats.
L'interior de les portes ofereix sis episodis de la vida de sant Eloi, patró dels argenters: en una banda, Naixement de sant Eloi, Pesatge de les selles davant el rei Clotari, Consagració episcopal de sant Eloi; i a l'altra, Baptisme d'uns infidels, Translació del cos de sant Marçal, i Mort de sant Eloi.
L'exterior de les portes mostra un sol tema, l'Anunciació, escena de gran modernitat que s'hauria de vincular amb les lliçons apreses a Roma, ja que un art d'aquest nivell sembla impossible d'assolir només a partir del gravat. La llibertat de Nunyes a l'hora de l'execució s'explicaria perquè es tractava d'una simple grisalla en la part externa de les portes: una obra amb menys exigències per part del comitent, que era visible només en dies no assenyalats i en condicions lumíniques precàries.

### Naixement de Sant Eloi
És la taula cimera del full dret. Representa l'escena en què la mare d'Eloi, en un llit amb sumptuós baldaquí, és atesa per dues cuidadores, mentre en primer terme una altra abriga el nadó i les tres restants escalfen els bolquers en un braser.
El conjunt del llit amb el baldaquí amb la partera i les dones, s'inspira en un fragment del Naixement de la Verge, una xilografia de Dürer, c. 1502-1505. En conjunt s'aprecia una voluntat de crear un espai continu contraposant ambdós termes, les dones i l'escena del fons, però Pere Nunyes ho resol parcialment, ja que es forma un lapsus espacial que no aconsegueix solucionar amb un punt de vista alt, d'escola flamenca, ni amb el tractament de la llum, que modela el volum de les figures a través del difuminat i tons de color, però que no unifica el conjunt en un espai homogeni més que en part. Possiblement és el resultat de la conjunció poc destra de fragments de gravats i figures de procedència diversa. El dibuix
és correcte i detallista. Cal remarcar la minuciosa descripció, fins i tot de les textures, de la bossa de primer terme, de l'escudella d'orelles, del braser de llautó, o dels pentinats. Es palesa un esforç per endolcir les formes i els plecs de les robes amb la modulació dels tons dels colors, i les proporcions incongruents d'algunes figures o la repetició amanerada del mateix esquema per les mans que no trenquen el bon fer artesà del conjunt.